# El Contacontes Japonès
El Contaire Japonès era un personatge del programa infantil Sesame Street, i protagonitzava una sèrie de sketches curts en els quals contava històries sobre l'antic Japó.
Sempre apareixia assegut en el sòl, al costat d'un gong, mentre els personatges del conte actuaven al fons. Els personatges solien repetir el que deia el narrador paraula per paraula, entre els quals figuraven habitualment "L'Emperador" i "El Malvat Primer Ministre".
El Contaire Japonès tenia l'habitud d'introduir el conte, moment després del qual un Muppet picava el gong, fent vibrar el pobre Contista. Una vegada, "El Malvat Primer Ministre", descontent de la fi de la història, el va copejar amb la maça del gong.